# Gammaropsis inhaca
Gammaropsis inhaca is een vlokreeftensoort uit de familie van de Photidae. De wetenschappelijke naam van de soort is voor het eerst geldig gepubliceerd in 1973 door Griffiths.